# 민족다원주의
민족다원주의(民族多元主義, 독일어: Ethnopluralismus)는 우익의 이데올로기의 하나로, 국가나 지역의 문화적 순수성을 요구하고 민족과 문화가 지역적으로 분리된 상태를 지지한다. 민족 다원주의는 혈통이 아니라 문화의 귀속에 따라 민족을 정의한다. 그러나 인종 개념을 내포하는 경우가 흔하다. 외부로 간주된 사회에서 영향을 받는 것은 민족의 고유의 정체성의 위기라고 생각된다. 이때, 외국인 혐오는 자연스러운 반응이며, 민족의 생존 권역에 대해서 '민족의 고유 영역'이라는 표현을 사용한다.
이 개념은 헤팅 아이히베르크가 1973년에 극우 토론에 이용한 그리스-라틴어계의 신조어이다. 그가 이 개념에 생각했던 것은 민족의 문화적 차이를 법으로 유지해야 한다는 요구였다.
민족다원주의를 자유주의적 다문화주의에 대조적으로 우익의 다문화주의로 보기도 한다. 민족다원주의 입장에서 민족적으로 분리된 세계는 이미 다문화적으로, 보통의 다문화주의와는 다르게 주장한다.

## 내용
기본적으로 모든 민족은 문화적, 민족적 정체성을 요구할 권리가 주어져야 하며, 그것은 자신의 국가에서만 가능한 것이다. 민족다원주의는 고전적인 민족주의처럼 민족의 우월성을 주장하는 것은 아니지만 그럼에도 불구하고 많은 경우에는 민족의 우월성을 수반한다.
이민의 수용은 민족의 정체성을 위협한다고 여긴다. 또, 세계화한 세계에서도 민족의 분리가 우선시되어야 한다고 주장한다.
1980년 의회 선거에서 독일 국민민주당(NPD)의 슬로건 "외국인은 그만 - 독일은 독일인을 위해", 프란츠 쇤후버의 공화당이 1980년대 초반에 사용한 슬로건 "독일인은 독일에 튀르키예인은 튀르키예에"가 민족다원주의적인 것으로 간주된다.
독일의 교육학자 빌헬름 하이트 마이어는 다양한 민족적 기원을 가진 사람들에 대해 적대감을 가진 태도에 대해 '소속 그룹을 대상으로 한 인간 적대시'라는 개념을 제시하고 있다.

## 같이 보기
- 민족주의
- 민족사회주의
- 다문화주의